# Музейний провулок, 8 (літературне об'єднання)
«Музейний провулок, 8» — літературне угруповання, яке започаткували В. Борисполець, О. Бригинець і В. Жовнорук 1990 р. Також естетику гурту поділяли М. Микицей, В. Стах, В. Халахур, А. Птіцин та ін., хоча формально не входили в об'єднання.

## Назва
Групу названо за адресою органу товариства «Просвіта» у Києві, де була розташована група «Слово». На базі неї сформувалося угруповання «Музейний провулок, 8».
Учасники об'єднання називали себе ще неокласичним гуртом. Однак на думку науковців і літературних критиків (зокрема Ю. Андруховича), жодних характерних стильових особливостей неокласицизму у творчості письменників немає.

## Літературна діяльність
За час свого існування група видала низку книг і поетичних антологій.
| Рік  | Назва                                     | Автор(и)       | Мова(и)              |
| ---- | ----------------------------------------- | -------------- | -------------------- |
| 1990 | «Прогноз на завтра»                       | О. Бригинець   | українська           |
| 1991 | «Прогноз на сьогодні»                     | О. Бригинець   | українська           |
| 1991 | «Страйк ілюзій»                           | В. Борисполець | українська           |
| 1991 | «Міражі на долонях»                       | В. Жовторук    | українська           |
| 1992 | «Гуманітарна допомога / Humanitare Hilfe» | колективна     | українська, німецька |
| 1993 | «Прамісто / Urstadt»                      | колективна     | українська, німецька |

Крім того, окремі твори письменників групи виходили на сторінках літературно-мистецьких часописів «Сучасність» (1991, ч. 2, 10) і «Час» (1992–94).

## Особливості поетичного стилю
Поезія учасників об'єднання вирізняється новими мисленням та інтонаціями.
Характерні ознаки лірики авторів:
- відмова від традиційного вірша з метрикою та ритмом;
- верлібр;
- графічне розташування рядків;
- переакцентуація фольклорних мотивів та інтертекстів;
- тяжіння до деконструкції;
- знецінення етико-пізнавальних функцій слова.

Юрій Андрухович у часописі «Плерома» подав коротку довідку про угруповання, зазначивши на особливостях лірики авторів.
|                   | Характерною для гурту була відсутність будь-якої характерності, себто знана і легко впізнавана невиразність, за котрою відразу вгадується перо журналіста, що переплутав “гобі” з літературним покликанням. |
| — Юрій Андрухович | |